# Sappeur

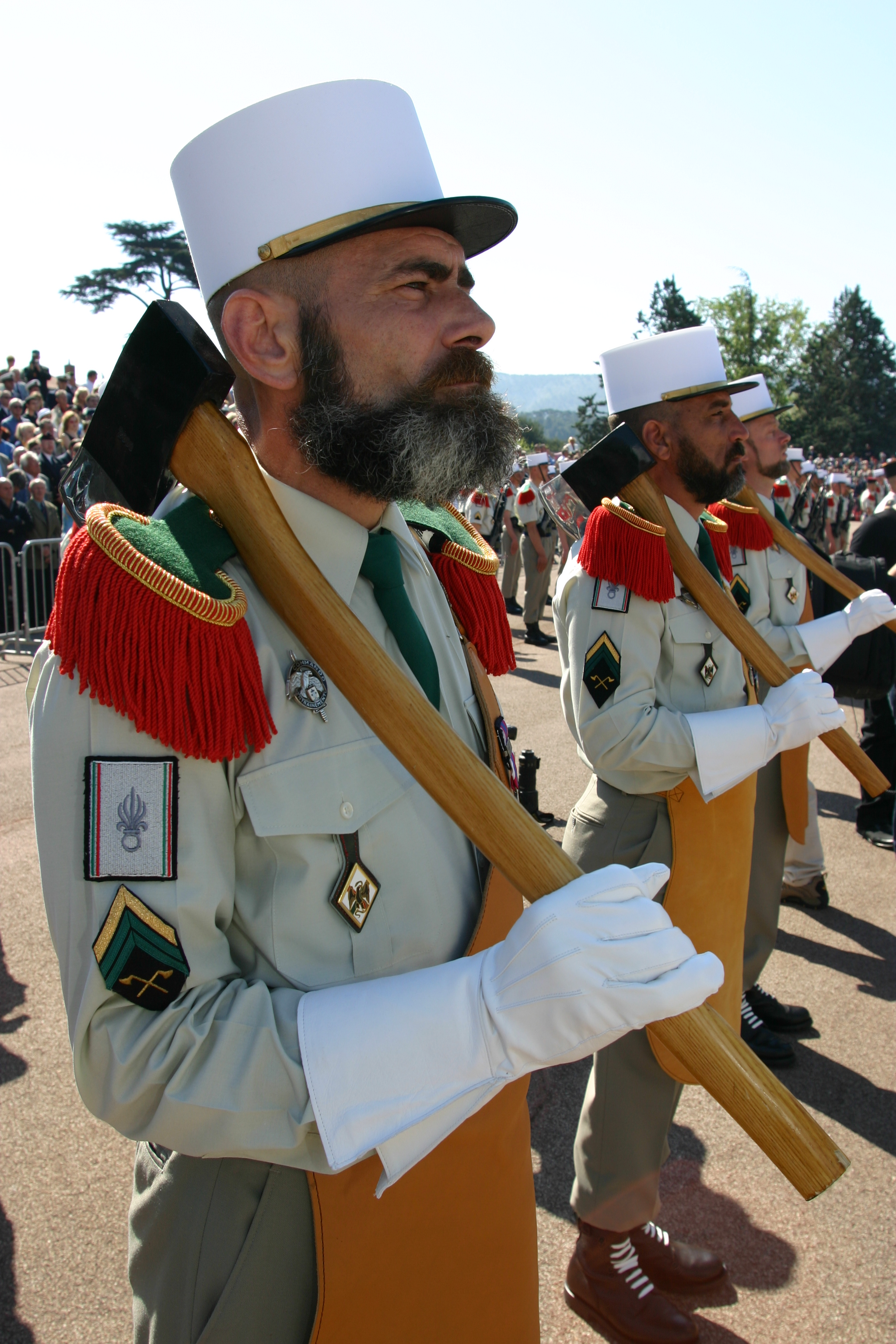
Sappeurs van het Franse vreemdelingenlegioen, met leren handschoenen en voorschoot

Een sappeur of "bijleman" was vroeger een militair die constructiewerken in directe steun voor het leger uitvoerde. De taak is nu op de genie overgegaan.

## Historische ontwikkeling
In zijn meest traditionele betekenis was een sappeur iemand die gespecialiseerd was in het aanleggen van "sappen". Een sappe of approche is een aanvals- of naderingsloopgraaf die bij de belegering van een vesting werd gegraven en die bescherming moest bieden tegen vijandelijk vuur. Een sappeur was dus een soort van pionier of geniesoldaat.
De taak van een sappeur beperkte zich echter niet tot het aanleggen van sappen. Sappeurs ruimden bijvoorbeeld ook hindernissen op, velden bomen, installeerden bivaks, bouwden kantonnementen, en ondersteunden pontonniers bij het bouwen van bruggen.
Het voornaamste en tegelijkertijd meest kenmerkende werktuig van een sappeur was de langstelige houthakkersbijl waarmee ze steevast voorop marcheerden.
Sappeurs waren in de 18e en 19e eeuw indrukwekkende figuren. De sappeur droeg traditioneel een baard en snor en men zocht mannen uit die groot van stuk waren.
Ook nu nog ziet men bij parades van bijvoorbeeld het Franse Vreemdelingenlegioen bebaarde sappeurs met blinkend gepoetste bijl en de traditionele leren voorschoot.